# Perinto

Mapa con la posición de Perinto y otras ciudades cercanas al Bósforo.

Perinto (en griego, Πέρινθος) fue una antigua ciudad de Tracia hoy desaparecida fundada por Samos en el año 602 a. C. en las costas de la Propóntide, cerca de Bizancio. Salvo su ubicación, fácilmente reconocible por el relato de Diodoro Sículo, existen pocos restos en la colina sobre la que se asentaba.
Es citada en el tratado hipocrático de las epidemias como un lugar donde se produjo una epidemia que incluía síntomas entre los que se encontraba la llamada «tos de Perinto», que duró un año. A causa de la indicación de que en el lugar se produjo un seísmo ocurrido tras unos días de la aparición de un astro, los historiadores han fechado este evento desde el año 427 a. C. o algunos años más tarde que incluyen fechas hasta principios del siglo IV a. C.
Esta ciudad luchó contra Filipo II de Macedonia a favor de Atenas y fue asediada por este en el año 338 a. C. Se salvó con la ayuda de Bizancio, Atenas y los persas. En esos momentos parece haber sido una ciudad importante y floreciente incluso más que Bizancio, al ser tanto un puerto como un punto estratégico donde confluían vías principales que la hacían un referente comercial. Estas circunstancias explica la razón por la que mediante las monedas que se han recuperado, se ha podido conocer que allí se celebraron grandes e importantes fiestas.
Después del siglo IV tomó el nombre de Heraclea o Heracleia (Ἡράκλεια, Herakleia), que a veces se encuentra en solitario y a veces con adiciones como Heraclea Thraciae, Heraclea Perinthus o Herakleia Perinthos.
Justiniano restauró el antiguo palacio imperial y los acueductos de la ciudad.
Se localiza en la moderna Marmara Ereğlisi, en Turquía.